# Romildo Santos Rosa
Romildo Santos Rosa (nacido el 25 de octubre de 1973) es un exfutbolista brasileño que se desempeñaba como defensa.
Jugó para clubes como el Nagoya Grampus Eight.

## Trayectoria

### Clubes
| Club                 | País  | Año  |
| -------------------- | ----- | ---- |
| Nagoya Grampus Eight | Japón | 2000 |

## Estadística de carrera

### J. League
| Club                 | Año   | J. League | J. League | Copa J. League | Copa J. League | Total | Total |
| Club                 | Año   | Part.     | Goles     | Part.          | Goles          | Part. | Goles |
| -------------------- | ----- | --------- | --------- | -------------- | -------------- | ----- | ----- |
| Nagoya Grampus Eight | 2000  | 10        | 0         | 2              | 1              | 12    | 1     |
| Total                | Total | 10        | 0         | 2              | 1              | 12    | 1     |